# Lutry

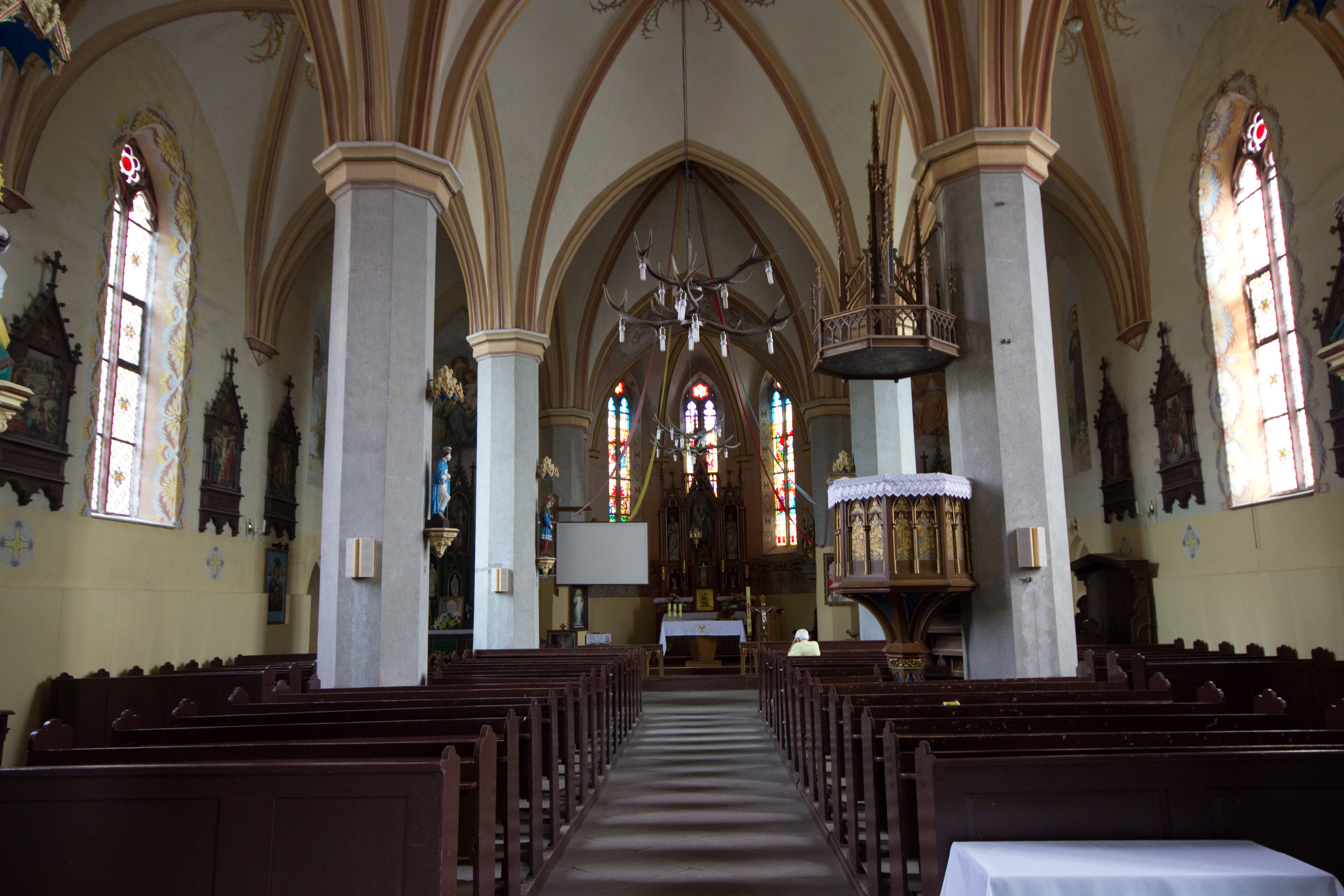
Lutry, wnętrze kościoła

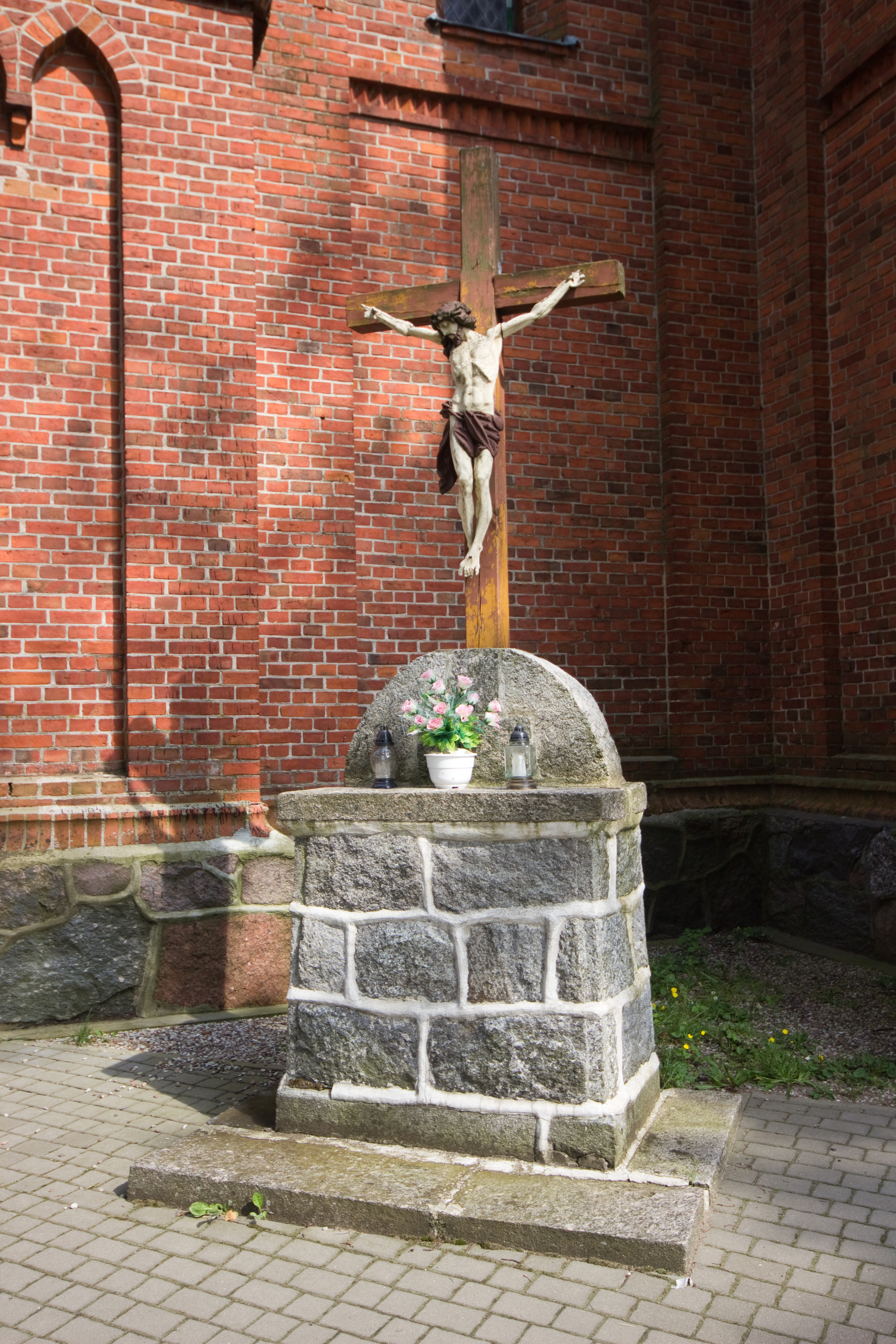
Lutry

Lutry (niem. Luthen, Lautern) – wieś warmińska w Polsce położona w województwie warmińsko-mazurskim, w powiecie olsztyńskim, w gminie Kolno.
Do 1954 roku siedziba gminy Lutry. W latach 1954–1972 wieś należała i była siedzibą władz gromady Lutry. W latach 1975–1998 miejscowość administracyjnie należała do województwa olsztyńskiego.
Wieś warmińska nad Jeziorem Luterskim.

## Historia
Nazwa wsi pochodzi od nazwiska Henryka Lutra – wójta krajowego. Wieś została założona ok. 1333–1342 r. przez wójta Henryka Lutra, jednak dokument lokacyjny nie zachował się. W 1346 r. Bruno Luter założył karczmę. Zasadźcami byli Henryk, Piotr i Mikołaj. Drugi akt lokacyjny był wystawiony przez  biskupa Warmińskiego Henryka Sorboma w 1375 r. Mieszkańcy wsi byli zobowiązani do szarwarku na rzecz zamku w Jezioranach, który zniesiono w 1528 r. (przyczynił się do tego biskup warmiński Maurycy Ferber). W 1688 r. karczmę prowadził Michał Dost. Była ona wyposażona w jedną morgę ziemi uprawnej. W czasie wojen polsko-krzyżackich i szwedzkich wieś została zniszczona. W plebiscycie w 1920 r. głosowano za Prusami Wschodnimi (ok. 700 głosów). Po 1945 r., Lutry stały się wsią sołecką ze szkołą.

## Zabytki
Spośród 174 budynków część uznano za zabytkowe. Szczególna jest zabudowa warmińska w postaci murowanych i częściowo drewnianych obiektów mieszkalnych i gospodarczych.
- Kościół parafialny św.św. Marii Magdaleny i Walentego, 1863, nr rej.: 3031 z 22.03.2000
- kapliczka przydrożna z pocz. XIX w., nr rej.: 634 z 12.10.1967
- cmentarz rzym.-kat., nr rej.: 3780 z 2.03.1987[4].

## Kościół
Pierwszy kościół wybudowany w XIV w., spalił się w roku 1550. Po odbudowaniu konsekrowany był 18 kwietnia 1580 r. przez biskupa warmińskiego Marcina Kromera pod wezwaniem Marii Magdaleny. Obecny kościół (neogotycki) wybudowano w 1863 r., otrzymał drugi tytuł św. Walentego był konsekrowany 3 czerwca 1893 r. przez biskupa Andrzeja Thiela. Parafia pw. Świętej Marii Magdaleny istnieje od 15 kwietnia 1375 r. Posiada wysoki szczyt i sześcioboczną wieżę zwieńczoną szczycikami i hełmem ostrosłupowym.

## Parafia
Rzymskokatolicka Parafia św. Marii Magdaleny i św. Walentego w Lutrach należy do dekanatu Jeziorany archidiecezji warmińskiej. Kościół parafialny znajduje się w Lutrach. Od 2009 r. proboszczem parafii jest ks. Lech Kozikowski. Do parafii należą kaplice w Kikitach, Wągstach i Pierwągach. Wspólnota liczy około 1000 osób.
W XIV wieku roku biskup warmiński Henryk Sorbom zatwierdził wybudowanie kościoła parafialnego pod wezwaniem św. Walentego. Po pożarze w 1550 roku świątynia w 1580 roku została ponownie konsekrowana przez biskupa warmińskiego Marcina Kromera ku czci św. Marii Magdaleny.
Obecny kościół neogotycki (1860–1863) a konsekrował w 1893 roku biskup Andrzej Thiel, dodając mu tytuł św. Walentego. Wyposażenie wnętrza jest także neogotyckie. Przy kościele mieści się budynek, w którym przed wojną znajdowała się duża plebania.

## Infrastruktura
We wsi zlokalizowana jest szkoła oraz przedszkole. Szkoła w Lutrach istnieje od XVIII w. W Wiejskim Domu Kultury organizowane są różne spotkania, wystawy (stałe i tymczasowe), imprezy kulturalne. Funkcjonuje Ochotnicza Straż Pożarna i Zespół Opieki Zdrowotnej.
W 2017 roku nastąpiło otwarcie nowej Remizy Strażackiej, którą poświęcił proboszcz Kozikowski a otworzył Wójt gminy Kolno Henryk Duda.
We wsi znajdują się gospodarstwo agroturystyczne, ośrodek turystyczny, karczma oraz trzy sklepy.

## Przyroda
W okolicy znajduje się rezerwat kormoranów.

## Demografia
Liczba ludności wsi Lutry od XVIII wieku do dziś. Obecnie we wsi mieszka 18% dzieci i młodzieży, 63% pracujących dorosłych oraz 18% seniorów.
| rok  | ludność        |
| ---- | -------------- |
| 1783 | 57 gospodarstw |
| 1818 | 393            |
| 1848 | 630            |
| 1939 | 781            |
| 1998 | 561            |
| 2002 | 502            |
| 2011 | 498            |